# 三合镇 (遵义市)
三合镇，是中华人民共和国贵州省遵义市播州区下辖的一个乡镇级行政单位。
三合镇是贵州省遵义市遵义县所辖的一个镇，位于遵义县南部，镇政府所在地距县城南白15公里，离遵义市中心城区35公里。三合镇位于遵义县南部，镇政府所在地距县城南白15公里，离遵义市中心城区35公里。辖12个行政村，247个村民组，2010年总人口70875人，国土面积227.7平方公里。交通便宜，210国道、川黔铁路、贵遵高速公路纵贯全境；资源丰富，拥有28公里的偏岩河水域是黔北最大的淡水养殖基地，拥有硫、铁、镁、煤等10多种金属和非金属矿藏，品位高、开采潜力大，拥有广东、金鸡两大工业园区，工业基础好、发展快；区位优势明显，是遵义市实施“中路崛起”战略要镇和遵义县“南三乌龙苟”城市经济带上的重要组成部分，属城郊结合部经济发展重镇。

## 行政区划
三合镇下辖以下地区：
三合村、冷水村、长丰村、互合村、泽头村、刀靶村、马坪村、长青村、堰河村、芦岩村、阁老坝村和阁庄村。